# Gnophos
Gnophos es un género de polillas perteneciente a la familia Geometridae, de origen predominantemente del Viejo Mundo. La especie es abundante en el Paleártico, con algunas especies también en Norteamérica. En Europa se han registrado seis especies. El género cuenta con unas 120 especies conocidas en total, distribuidas en varios subgéneros reconocidos, y ocasionalmente se descubren nuevas especies. 
Este es el género tipo de la tribu Gnophini en la subfamilia Ennominae. Algunos autores incluyen al género bajo la tribu Boarmiini.

## Especies seleccionadas
Los subgéneros y especies de Gnophos incluyen:
subgénero Acrognophos Wiltshire, 1967
- Gnophos iveni Erschoff, 1874[4]

subgénero Chelegnophos Wehrli, 1951
- Gnophos ravistriolaria Wehrli, 1922[4]

subgénero Cnestrognophos Wehrli, 1951
- Gnophos praeacutaria Wehrli, 1922[4]

subgénero Dicrognophos Wehrli, 1951
- Gnophos orthogonia Wehrli, 1939[4]
- Gnophos pseudosnelleni Rjabov, 1964
- Gnophos sartata (Treitschke, 1827)

subgénero Dysgnophos Wehrli, 1951
- Gnophos difficilis Alphéraky, 1883[4]

subgénero Gnophos Treitschke, 1825 (including Catascia)
- Gnophos furvata (Denis y Schiffermüller, 1775)[4]
- Gnophos obfuscata (Denis y Schiffermüller, 1775)

subgénero Odontognophos Wehrli, 1951
- Gnophos dumetata Treitschke, 1827[4]
- Gnophos perspersata Treitschke, 1827
- Gnophos zacharia Staudinger, 1879

subgénero Organognophos Wehrli, 1951
- Gnophos sibiriata Guenée, 1857[4]

subgénero Pterygnophos Wehrli, 1951
- Gnophos ochrofasciata Staudinger, 1896[4]

subgénero Rhinognophos Wehrli, 1951
- Gnophos similaria Rothschild, 1914[4]

subgénero Rhipignophos Wehrli, 1951
- Gnophos pervicinaria Wehrli, 1922[4]

subgénero Sacrognophos Wehrli, 1951
- Gnophos sacraria Staudinger, 1895[4]

subgénero Trilobignophos Wehrli, 1951
- Gnophos pollinaria Christoph, 1887[4]

subgénero Zystrognophos Wehrli, 1945
- Gnophos kuldjana (Wehrli, 1953)
- Gnophos sericaria Alphéraky, 1883
- Gnophos nimbata Alphéraky, 1888[4]

Relaciones aun no determinadas:
- Gnophos delagardei Prout, 1915
- Gnophos macguffini Smiles, 1978
- Gnophos rubricimixta Prout, 1915
- Gnophos spinicosta Krüger, 2005
- Gnophos thibetaria Oberthür, 1884
- Gnophos truncatipennis Krüger, 2005